# Bonnerveen
Bonnerveen (53° 01′ N, 6° 50′ L) é uma localidade do município Aa en Hunze, na província neerlandesa de Drente. Bonnerveen está situada a 18 km, a leste de Assen.
A área de Bonnerveen, que também inclui as partes periféricas da cidade, bem como a zona rural circundante, tem uma população estimada em 100 habitantes.